# The Blood of Wolves
Série
Korō no chi: Level 2
(2022)
Pour plus de détails, voir Fiche technique et Distribution.
The Blood of Wolves (孤狼の血, Korō no chi) est un film japonais réalisé par Kazuya Shiraishi, sorti en 2018.

## Synopsis
Hioka, un jeune policier, est associé à Ogami, un policier expérimenté suspecté d'accointance avec les yakuzas. Pour la première mission, ils enquêtent sur la disparition d'un comptable en pleine guerre des gangs.

## Fiche technique
- Titre : The Blood of Wolves[1]
- Titre original : 孤狼の血 (Korō no chi?)
- Réalisation : Kazuya Shiraishi
- Scénario : Jun'ya Ikegami, d'après un roman de Yūko Yuzuki
- Photographie : Takahiro Haibara
- Montage : Hitomi Katō
- Direction artistique : Tsutomu Imamura (de)
- Musique : Gorō Yasukawa
- Son : Kazuharu Urata
- Éclairages : Minoru Kawai
- Société de production : Toei Company
- Société de distribution : Toei Company
- Pays d'origine :  Japon
- Langue originale : japonais
- Genre : Drame, thriller et policier
- Format : couleurs - 2,35:1
- Durée : 126 minutes[1]
- Dates de sortie : 
  - Japon : 12 mai 2018[2]
  - France : 5 décembre 2018 (Paris International Fantastic Film Festival 2018[1])

## Distribution
- Kōji Yakusho : Shōgo Ōgami
- Tōri Matsuzaka : Shūichi Hioka
- Junko Abe : Momoko Okada
- Gorō Ibuki : Kenji Otani
- Yōsuke Eguchi : Moritaka Ichinose
- Yōko Maki : Rikako Takagi

## Distinctions
Sauf indication contraire, les informations mentionnées dans cette section peuvent être confirmées par la base de données cinématographiques IMDb,  présente dans la section « Liens externes ».

### Récompenses
- Blue Ribbon Awards 2018 :
  - prix du meilleur réalisateur pour Kazuya Shiraishi
  - prix du meilleur acteur dans un second rôle pour Tōri Matsuzaka
- Hōchi Film Awards 2018 :
  - prix du meilleur acteur pour Kōji Yakusho
  - prix du meilleur film pour Kazuya Shiraishi
- Asian Film Awards 2019 :
  - prix du meilleur acteur pour Kōji Yakusho
- Japan Academy Prize 2019 :
  - prix du meilleur acteur pour Kōji Yakusho
  - prix du meilleur acteur dans un second rôle pour Tōri Matsuzaka
  - prix de la meilleure direction artistique pour Tsutomu Imamura (de)
  - prix du meilleur son pour Kazuharu Urata
  - prix de la meilleure photographie pour Takahiro Haibara
  - prix des meilleurs éclairages : Minoru Kawai
- prix Kinema Junpō 2019 :
  - prix du meilleur acteur dans un second rôle pour Tōri Matsuzaka[3]

### Sélections
- Hōchi Film Awards 2018 :
  - prix du meilleur acteur dans un second rôle pour Tōri Matsuzaka
- Nikkan Sports Film Awards 2018 :
  - prix du meilleur acteur pour Kōji Yakusho
- Paris International Fantastic Film Festival 2018[1]
- Japan Academy Prize 2019 :
  - prix du meilleur film
  - prix du meilleur réalisateur : Kazuya Shiraishi
  - prix de la meilleure actrice dans un second rôle pour Yōko Maki
  - prix du meilleur scénario : Jun'ya Ikegami
  - prix de la meilleure bande son : Gorō Yasukawa
  - prix du meilleur montage : Hitomi Katō